# Linaria maroccana
Espèce
Linaria maroccana, la Linaire du Maroc, est une plante herbacée ornementale de la famille des Plantaginaceae.